# Саййод (район Хамадоні)
Саййо́д (тадж. Сайёд) — село у складі Хатлонської області Таджикистану. Входить до складу джамоату імені Саїдкула Турдієва району імені Мір Саїда Алії Хамадоні.
Назва означає мисливець.
Населення — 1100 осіб (2010; 1071 в 2009, 590 в 1981).
Національний склад станом на 1981 рік — таджики.